# Jean-Philippe Cazier
Pour les articles homonymes, voir Cazier.
 (janvier 2024).
Si vous disposez d'ouvrages ou d'articles de référence ou si vous connaissez des sites web de qualité traitant du thème abordé ici, merci de compléter l'article en donnant les références utiles à sa vérifiabilité et en les liant à la section « Notes et références ».
Jean-Philippe Cazier (né à Sète en 1966) est un poète, critique et écrivain français.

## Biographie
Collaborateur de diverses revues de création et de critiques (Inventaire/Invention, Chaoïd, Inculte, Concepts, Chimères), il rédige des textes poétiques ou de fiction ainsi que des études sur, entre autres, Gilles Deleuze, Félix Guattari, Michel Foucault, Jacques Derrida, Henri Michaux, Oliver Rohe, Léon Chestov ou Jacques Doillon.
Il est également traducteur de textes de Jorge Sanjines, María Galindo (Mujeres Creando), Blanca Wiethüchter, ou Kathy Acker.
Il est membre du comité de rédaction de la revue Chimères. Co-rédacteur en chef du magazine Diacritik.

## Publications
- Voix sans voix (préface de Stefan Leclercq : Typologie de la limite), éditions Sils Maria, 2002
- Écrires précédé de Poémonder, éditions Inventaire-Invention, 2004, (rééd. éditions Publie.net, 2009].
- PANOPTIC - Un panorama de la poésie contemporaine (cdrom ; textes et lectures publiques de : Pierre Alferi, Jean-Philippe Cazier, Antoine Emaz, Jean-Michel Espitallier, Christophe Fiat, Nathalie Quintane, Jérôme Game…), Inventaire-Invention, 2004
- Désert ce que tu murmures, éditions La Cinquième Roue, 2006
- Le silence du monde, éditions Publie.net, 2009
- C'est pourtant Joseph K. qui est là, éditions Publie.net, 2009
- Ce texte et autres textes, Éditions Al Dante, 2015
- L' la phrase. L', Éditions Al Dante, 2017
- Théorie des MultiRêves - Une enquête cosmo-onirique de H.P. Lovecraft, éditions Dis Voir, 2017
- Theory of MultiDreams - A cosmic-dream investigation by H.P. Lovecraft, traduction de Jeffrey Zuckerman (USA), éditions Dis Voir, 2017
- Vingt-quatre états du corps par seconde, (co-écrit avec Frank Smith), éditions Lanskine, 2017
- Lee Chang-dong, (avec Véronique Bergen, Antoine Coppola, Lee Chang-dong), version française et traduction anglaise : éditions Dis Voir 2019
- Europe Odyssée, éditions LansKine, 2020
- Faut-il brûler les postmodernes?, entretiens avec Jean-Clet Martin, éditions Kimé, 2021
- Vous fermez les yeux sur notre colère (photographies), éditions Lanskine, 2022
- Page blanche Alger, éditions Lanskine, 2023
- Poésies critiques : Jean-Michel Espitallier, Liliane Giraudon, Frank Smith, éditions LansKine, 2024
- C'est ce que l'on désire (co-écrit avec Claude Favre et Frank Smith), éditions LansKine, 2024

## Traductions
- Raoul Ruiz, Un aviateur de neuf ans, traduit de l'espagnol par Jean-Philippe Cazier, éditions Dis Voir, 2021
- Raoul Ruiz, Notes, souvenirs, choses vues, traduit de l'espagnol par Jean-Philippe Cazier, éditions Dis Voir, 2022

## Direction d'ouvrages
- (dir.), Abécédaire de Pierre Bourdieu, éditions Sils Maria, 2007  (ISBN 2-930242-55-8)
- (dir.), Abécédaire de Claude Lévi-Strauss, éditions Sils Maria/Vrin, 2008  (ISBN 978-2-930242-57-6)
- (dir.), L'objet homosexuel - études, constructions, critiques, éditions Sils Maria/Vrin, 2009  (ISBN 978-2-930242-60-6)
- (dir.), Les collages de Karl Waldmann, éditions Jannink/Artvox, 2011,  (ISBN 978-2-916067-52-0)
- (dir), Frank Smith, Guérillas poétiques, éditions Plaine page, 2023.

## Ouvrages collectifs, revues
- « Mouvements », L'Autre Journal no 3.
- « À travers », Chimères no 14.
- « Notes pour Henri Michaux », Chimères no 17.
- « Résonances » (Félix Guattari), Chimères no 23.
- « Le corps nocturne », revue Inventaire/Invention septembre 2000.
- « El cuerpo proletario », in El cuerpo en los imaginarios, Centro Patiño, La Paz, 2002.
- « Le corps prolétaire », revue Inventaire/Invention août 2002.
- « Peinture liquide » (Henri Michaux), Chaoïd no 6.
- « Ce texte et autres textes », Chimères no 46.
- « Un rêve de Dieu », revue Inventaire/Invention novembre 2004.
- « Enfermement » ; « Exclusion » ; « Folie », in Abécédaire de Michel Foucault, Sils Maria/Vrin, 2004.
- « Regarder s'écrire un livre désert », revue Concepts no 5.
- « Bolivie : À qui profite le crime? », Chimères no 52.
- « Tract », in Jean-Pierre Faye et la philosophie, Sils Maria, 2004.
- « Géophilosophie de Deleuze et Guattari », revue Concepts no 8.
- « Le Fœtus », revue Inventaire/Invention décembre 2005.
- « Antonin Artaud », in Aux sources de la pensée de Gilles Deleuze, Sils Maria/Vrin, 2005.
- « Ce qui s'est ouvert dans nos crânes », revue Inventaire/Invention mai 2006.
- « Littérature : la pensée et le dehors » (Foucault-Deleuze), Inculte no 9.
- « Animal », « Descartes », « Rousseau », « Zographie » in Abécédaire de Jacques Derrida, Sils Maria, 2007.
- « Le nom de personne », revue Inventaire-Invention, février 2007.
- « Éléments de poétique », in Deleuze et les écrivains, Éditions Cécile Defaut, 2007.
- « La petite fille et la mort », Chimères no 66/67, 2008.
- « Dedans », Chimères no 69, 2009.
- « L'objet homosexuel : de l'objet au sujet? », in L'objet homosexuel - Études, constructions, critiques, Sils Maria/Vrin, 2009.
- « Freud, Deleuze, Guattari », revue Nessie no 2, 2009.
- « Rilke et la question  », Kaóntica no 4, 2011.
- « K.W. - présentation d'un inconnu  », in Les collages de Karl Waldmann, Éditions Jannink/Artvox, 2011.
- « Nos subjectivités, concrètement  » (avec David Halperin), in Chimères no 74, 2011.
- «Plurivers» (avec Jean-Clet Martin), in Chimères no 75, 2011.
- « On ne chercherait pas l'éternel, mais la formation du nouveau », in Pourparlers - Gilles Deleuze entre art et philosophie, éditions Epure, 2013.